# Silnice I/11 (Slovensko)
Silnice I. třídy 11 (I/11) je silnice I. třídy na trase Ostrava - Svrčinovec, st. hr. - Čadca - Žilina, s celkovou délkou 37 km.
Silnice je součástí E75. Frekventované trase by měla ulehčit budovaná dálnice D3, která bude probíhat souběžně, přičemž některé úseky I/11 budou tvořit jeden jízdní pás dálnice. V současnosti je vybudovaný cca 5,5 km dlouhý úsek jako součást obchvatu Čadce (v polovičním profilu, označený jako I/11A) s tunelem Horelica a probíhá výstavba navazujícího úseku Čadca - Svrčinovec.

## Průběh
Na území Slovenska začíná na hraničním přechodu Svrčinovec jako pokračování české I/11 odkud vede jihovýchodním směrem do obce Svrčinovec s mimoúrovňovou křižovatkou s dálnicí D3. Zároveň tady odbočuje I/12. Dále pokračuje na jih vedle Čierňanky, ke křižovatce se silnicemi do Čadečky a Podzávozu, prochází intravilánem města Čadca. Tady odbočuje II/487. Následně silnice probíhá údolím Kysuce nejdříve východním směrem až k odbočce do obce Oščadnica, potom vede severojižním směrem okrajem města Krásno nad Kysucou, kde odbočuje silnice II/520. Přechází do okresu Kysucké Nové Mesto, kde odbočuje silnice do obce Dunajov a silnice do Krásna a do obce Ochodnica. Dále pokračuje okrajem intravilánů obcí Kysucký Lieskovec s odbočkou do obce Lodno a Povina a prochází územím města Kysucké Nové Mesto. Na križovatce silnice I. třídy se silnicemi III. třídy se silnice do města a do Radole stáčí více na jihozápad, obchází Oškerdu a vchází na území okresu Žilina. Potom vede územím města Žilina, na úseku mezi železničním nadjezdem (u železniční zastávky Brodno) a Budatínom je vedena ve čtyřech proudech. V Brodne je umožněn nájezd na D3 ve směru Hričovské Podhradie. V Budatíne odbočuje silnice II/507 a vzápětí silnice II/583. Nakonec překonává mostem řeku Váh a v Žiline se napojuje na městský okruh I/60.

## Související silnice III. třídy
| Označení silnice | Průběh | Délka [km] |
| ---------------- | --- | ---------- |
| III/2012         | křižovatka s I/11 – Čadečka                                                                                 | 6,300      |
| III/2016         | křižovatka s I/11 – Milošová – křižovatka s III/2018 – státní hranice s Českem                              | 6,011      |
| III/2018         | křižovatka s III/2016 – Megonky                                                                             | 1,568      |
| III/2013         | křižovatka s I/11A – Oščadnica – křižovatka s III/2015 – Lalikovci                                          | 9,054      |
| III/2015         | křižovatka s III/2013 – Dedovka                                                                             | 3,230      |
| III/2017         | křižovatka s I/11 a II/520 – Krásno nad Kysucou – křižovatka s III/2014 – křižovatka s I/11                 | 8,450      |
| III/2014         | křižovatka s III/2017 – Dunajov – nevybudovaný úsek – křižovatka s III/2050 – křižovatka s I/11             | 4,045      |
| III/2050         | křižovatka s III/2014 – Ochodnica                                                                           | 3,170      |
| III/2051         | křižovatka s I/11 – Kysucký Lieskovec – Lodno                                                               | 5,411      |
| III/2056         | křižovatka s I/11 – Povina                                                                                  | 5,565      |
| III/2053         | křižovatka s I/11 – Kysucké Nové Mesto – křižovatka s III/2052                                              | 2,615      |
| III/2052         | křižovatka s I/11 a III/2054 – Kysucké Nové Mesto – křižovatka s III/2053 – křižovatka s III/2095 – Nesluša | 7,531      |
| III/2054         | křižovatka s I/11 a III/2052 – Radoľa – křižovatka s III/2057 – Horný Vadičov                               | 11,467     |
| III/2057         | křižovatka s III/2054 – Horný Vadičov                                                                       | 1,800      |
| III/2055         | křižovatka s I/11 – Snežnica                                                                                | 3,713      |
| III/2070         | křižovatka s I/11 a II/583 – Zádubnie – křižovatka s III/2080 – Zástranie                                   | 6,334      |
| III/2080         | křižovatka s III/2070 – Teplička nad Váhom – křižovatka s II/583                                            | 2,683      |